# (2969) Микула
(2969) Микула (лат. Mikula) — типичный астероид главного пояса, открыт 5 сентября 1978 года советским астрономом Николаем Черных в Крымской астрофизической обсерватории и 2 апреля 1988 года назван в честь былинного пахаря-богатыря Микулы Селяниновича.

## Обнаружение и именование
(2969) Микула
Открыт 5 сентября 1978 года в Научном Н. С. Черных.
Назван в честь русского былинного героя и хлебороба Микулы Селяниновича.
Оригинальный текст (англ.)2969 Mikula
Discovered 1978-09-05 by Chernykh, N. at Nauchnyj.
Named for the Russian epic hero Mikula Selyaninovich, the grain grower.
Источники: DISCOVERY.DB; M.P.C. 12970.

## Орбита

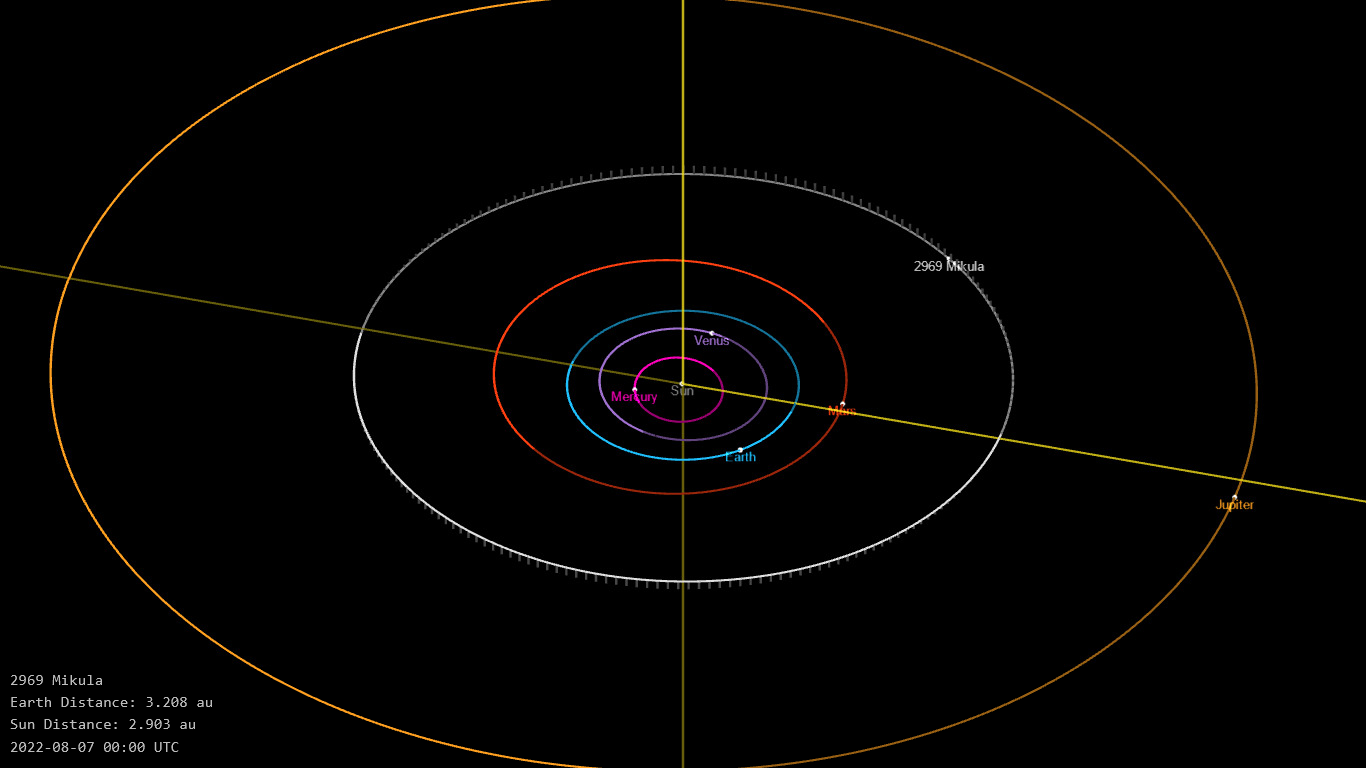
Орбита астероида Микула и его положение в Солнечной системе

## Физические характеристики
Из наблюдений системы ATLAS следует, что астероид относится к таксономическому классу S.
По результатам наблюдений в видимом и ближнем инфракрасном диапазоне космического телескопа NEOWISE диаметр астероида сначала оценивался равным 8,287±0,135 км, позже — 8,447±0,150 км. Согласно тем же источникам альбедо оценивается как 0,2346±0,0386 и 0,226±0,035.